# Nuklearna elektrana Rostov
Nuklearna elektrana Rostov, (ru. Ростовская АЭС), nazivana još i Nuklearna elektrana Volgodonsk (ru. Волгодонская АЭС), je ruska nuklearna elektrana smještena pokraj rezervoara Tsimlyansk i na donjem toku rijeke Don, pokraj grada Volgodonsk koji je smješten u Rostovskoj oblasti.
Konstrukcija prvog reaktora započela je 1977. godine i svoj rad je započeo 2001. godine. Drugi reaktor izgrađen je 2009. godine, te je godinu dana kasnije pušten u pogon. Treći reaktor je povezan 2015. godine, dok je četvrti reaktor u izgradnji.
| Jedinica | Vrsta reaktora | Kapacitet | Početak izgradnje | Početak upotrebe        |
| -------- | -------------- | --------- | ----------------- | ----------------------- |
| Rostov 1 | VVER-1000/320  | 950 MW    | 1. rujna 1981.    | 25. prosinca 2001.      |
| Rostov 2 | VVER-1000/320  | 950 MW    | 1. lipnja 1983.   | 10. prosinca 2010.      |
| Rostov 3 | VVER-1000/320  | 1011 MW   | 2009.             | 27. prosinca 2015.      |
| Rostov 4 | VVER-1000/320  | 1011 MW   | 2010.             | Pokretanje 2017. godine |